# Iran aux Jeux olympiques d'été de 2016
L'Iran participe aux Jeux olympiques d'été de 2016 à Rio de Janeiro. Il s'agit de sa 17e participation aux Jeux olympiques d'été.

## Athlétisme

### Courses
| Athlètes              | Compétitions | Série   | Série | Demi-Finales | Demi-Finales | Finale          | Finale  |
| Athlètes              | Compétitions | Temps   | Rang  | Temps        | Rang         | Temps           | Rang    |
| --------------------- | ------------ | ------- | ----- | ------------ | ------------ | --------------- | ------- |
| Hassan Taftian        | 100 mètres   | 10 s 17 | 3e    | 10 s 23      | 8e           | Eliminé         | Eliminé |
| Reza Ghasemi          | 100 mètres   | 10 s 47 | 7e    | Eliminé      | Eliminé      | Eliminé         | Eliminé |
| Mohammad Jafar Moradi | Marathon     | NC      | NC    | NC           | NC           | 2 h 31 min 58 s | 129e    |
| Hamid Reza Zouravand  | 20 km marche | NC      | NC    | NC           | NC           | 1 h 27 min 45 s | 54e     |

### Concours
| Athlètes           | Compétitions      | Série    | Série | Finale   | Finale  |
| Athlètes           | Compétitions      | Résultat | Rang  | Résultat | Rang    |
| ------------------ | ----------------- | -------- | ----- | -------- | ------- |
| Mohammad Arzandeh  | Saut en longueur  | 7,31 m   | 29e   | Eliminé  | Eliminé |
| Ehsan Hadadi       | Lancer du disque  | 60,15 m  | 24e   | Eliminé  | Eliminé |
| Mahmoud Samimi     | Lancer du disque  | 56,94 m  | 30e   | Eliminé  | Eliminé |
| Pezhman Ghalehnoei | Lancer du marteau | 69,15 m  | 28e   | Eliminé  | Eliminé |
| Kaveh Mousavi      | Lancer du marteau | 65,03 m  | 29e   | Eliminé  | Eliminé |
| Leyla Rajabi       | Lancer du poids   | 16,34 m  | 32e   | Éliminé  | Éliminé |

## Aviron
Légende: FA = finale A (médaille) ; FB = finale B (pas de médaille) ; FC = finale C (pas de médaille) ; FD = finale D (pas de médaille) ; FE = finale E (pas de médaille) ; FF = finale F (pas de médaille) ; SA/B = demi-finales A/B ; SC/D = demi-finales C/D ; SE/F = demi-finales E/F ; QF = quarts de finale; R= repêchage
| Athlète     | Compétition  | Séries        | Séries | Repêchage     | Repêchage | Quarts de finale | Quarts de finale | Demi-finales  | Demi-finales | Finale        | Finale |
| Athlète     | Compétition  | Temps         | Rang   | Temps         | Rang      | Temps            | Rang             | Temps         | Rang         | Temps         | Rang   |
| ----------- | ------------ | ------------- | ------ | ------------- | --------- | ---------------- | ---------------- | ------------- | ------------ | ------------- | ------ |
| Mahsa Javar | Skiff femmes | 8 min 39 s 28 | 4 R    | 8 min 06 s 57 | 3 SE/F    | exempt           | exempt           | 8 min 45 s 54 | 2 FE         | 8 min 43 s 34 | 28     |

## Cyclisme

### Cyclisme sur route
| Athlète                      | Compétition             | Temps              | Rang |
| ---------------------------- | ----------------------- | ------------------ | ---- |
| Arvin Moazemi                | Course en ligne hommes  | non terminé        | NC   |
| Mirsamad Pourseyedigolakhour | Course en ligne hommes  | non terminé        | NC   |
| Ghader Mizbani Iranagh       | Course en ligne hommes  | non terminé        | NC   |
| Ghader Mizbani Iranagh       | Contre-la-montre hommes | 1 h 21 min 39 s 45 | 31e  |

## Tir à l'arc
| Athlète      | Compétition       | Tour préliminaire | Tour préliminaire | 1er tour                        | 2e tour          | 3e tour          | Quarts de finale | Demi-finales     | Finale           | Finale |
| Athlète      | Compétition       | Score             | Rang              | Adversaire Score                | Adversaire Score | Adversaire Score | Adversaire Score | Adversaire Score | Adversaire Score | Rang   |
| ------------ | ----------------- | ----------------- | ----------------- | ------------------------------- | ---------------- | ---------------- | ---------------- | ---------------- | ---------------- | ------ |
| Zahra Nemati | Individuel femmes | 609               | 49e               | Battue par Inna Stepanova 2 - 6 | non qualifiée    | non qualifiée    | non qualifiée    | non qualifiée    | non qualifiée    | 33e    |